# 2MASX J21452991+8154537
2MASX J21452991+8154537 (o NVSS 2146+82) è una radiogalassia, situata in direzione della costellazione di Cefeo alla distanza di circa 1,8 miliardi di anni luce dalla Terra.
È una delle più grandi radiogalassie conosciute. Scoperta nel 2000, a quel momento risultava la seconda più grande dopo 2C 236. Secondo la Classificazione di Fanaroff-Riley risulta di tipo FR II, cioè i due lobi dell'emissione di onde radio mostrano una luminosità crescente a partire dalla regione centrale della galassia. La sua controparte ottica è una galassia peculiare ellittica gigante, situata a redshift di z = 0,1457 e i due lobi di emissioni delle onde radio si estendono nello spazio per 4,38 Megaparsec (quelli di 3C 236 si estendono per circa 6 Megaparsec).
La terza radiogalassia più grande fino ad ora conosciuta è 2MASS J13425450+3758188 di 3,14 Megaparsec.
2MASX J21452991+8154537 è situata nell'ambito di un ammasso di galassie con una classe di ricchezza secondo i criteri di Abell di 0 o 1 (il gruppo 0 prevede 30-49 galassie; il gruppo 1 50-79 galassie), ma l'ammasso non è lo Zw Cl 2147.0+8155, inizialmente identificato, giacché quest'ultimo si trova alle sue spalle.